# Gai Flavi (prefecte)
Gai Flavi (en llatí Caius Flavius) va ser un militar romà del segle i aC. Formava part de la gens Flàvia.
Va ser amic personal de Marc Juni Brut al que va acompanyar a Filipos com a praefectus fabrum, càrrec que tenia quan va tenir lloc la batalla de Filipos. Flavi va morir a la confrontació i Brut va lamentar la seva mort.